# Santa Cruz, Ocosingo
Santa Cruz är en ort i Mexiko.   Den ligger i kommunen Ocosingo och delstaten Chiapas, i den sydöstra delen av landet, 800 km öster om huvudstaden Mexico City. Santa Cruz ligger 821 meter över havet och antalet invånare är 164.
Terrängen runt Santa Cruz är kuperad åt nordost, men åt sydväst är den bergig. Runt Santa Cruz är det glesbefolkat, med 16 invånare per kvadratkilometer. Närmaste större samhälle är Taniperla, 8,3 km sydost om Santa Cruz. I omgivningarna runt Santa Cruz växer i huvudsak städsegrön lövskog.